# Leptotrichella macrocarpa
Leptotrichella macrocarpa là một loài Rêu trong họ Dicranaceae. Loài này được (Broth. & Irmsch.) Ochyra mô tả khoa học đầu tiên năm 1997.